# Jeff Merkley
Jeffrey Alan „Jeff” Merkley (ur. 24 października 1956) – amerykański polityk, działacz Partii Demokratycznej.
Pracował między innymi w biurze sekretarza obrony (specjalizując się w zagadnieniach technologii militarnej), zanim nie został dyrektorem Habitat for Humanity w Portland. Ukończył stosunki międzynarodowe na Uniwersytecie Stanforda.
Wybrany do Izby Reprezentantów stanu Oregon w 1998. Został spikerem Izby w 2007. W 2008 uzyskał nominację Partii Demokratycznej do Senatu Stanów Zjednoczonych przeciwko urzędującemu umiarkowanemu republikaninowi, Gordonowi Smithowi. 4 listopada pokonał Smitha przewagą zaledwie kilku tysięcy głosów.